# Tony Briggs
Tony Briggs (ur. 16 marca 1962 w Southampton) – nowozelandzki żużlowiec, występujący również na długim torze i na trawie.

## Życiorys

### Kariera sportowa
Brązowy medalista indywidualnych mistrzostw Nowej Zelandii (1980). Srebrny medalista indywidualnych mistrzostw świata juniorów (Pocking 1980). Uczestnik eliminacji indywidualnych mistrzostw świata (najlepszy wynik: Christchurch 1980 – VI miejsce w finale Australazji). Uczestnik finału zamorskiego drużynowych mistrzostw świata (Reading 1981 – IV miejsce). Finalista indywidualnych mistrzostw świata na długim torze (Mühldorf 1993 – XII miejsce).
W 1991 r. startował w II lidze polskiej, w barwach klubu Wybrzeże Gdańsk.

### Życie prywatne
Syn Barry’ego Briggsa, również żużlowca.